# 더 트래블로그
《더 트래블로그》는 SBS F!L에서 방송되고 있는 리얼리티 예능 프로그램이다.

## 기획 의도
팬데믹 이후 마스크를 벗고 처음으로 여행을 떠나는 버스커들! 그들의 설레고 행복한 발자취를 따라 함께 떠나보자. 당신이 진정으로 사랑하는 아티스트가 당신이 그토록 가고 싶었던 장소에서 상상으로만 꿈꿨던 무대를 펼친다. 싱가포르, 괌, 발리, 호주 + 스페셜 편 카타르 & 이집트 각 나라의 랜드스케이프를찾아 떠난 버스커들 평범한 여행의 소중함과 공연의 갈증을 해소해 줄 기쁨과 환희의 세리머니가 시작된다.

## 방송 시간
| 방송 채널 | 방송 기간                                           | 방송 시간                                 |
| --------- | --------------------------------------------------- | ----------------------------------------- |
| SBS F!L   | 2022년 9월 29일 ~ 2023년 3월 9일 2023년 12월 20일 ~ | 목요일 오후 8시 00분 수요일 오후 9시 30분 |
| SBS M     | 2022년 9월 29일 ~ 2023년 3월 9일 2023년 12월 20일 ~ | 목요일 오후 9시 00분 목요일 오후 9시 30분 |

## 출연자
- 권은비
- 이채연
- 동해
- 은혁
- 효연
- 써니
- 온유
- 김재환
- 폴킴
- 헨리
- 백호
- 빅원
- 유정
- 은지

## 방영 목록

### 2022년 ~ 2023년 ~ 2024년
| 회차     | 방송일           | 출연                  | 촬영 장소        | 버스킹 곡 |
| -------- | ---------------- | --------------------- | ---------------- | --- |
| 1회      | 2022년 9월 29일  | 권은비, 이채연        | 싱가포르         | 권은비 《글리치》 이채연 《울고 싶지 않아》 (원곡: 세븐틴) 권은비 《Blue Eyes》 이채연 《보랏빛 밤》 (원곡: 선미) |
| 2회      | 2022년 10월 27일 | 슈퍼주니어 동해, 은혁 | 인도네시아 발리  | 슈퍼주니어-D&E 《HOME》 슈퍼주니어-D&E 《Off Line》 슈퍼주니어-D&E 《떴다 오빠》                                  |
| 3회      | 2022년 12월 8일  | 온유, 김재환          | 호주             | 김재환 《삐뚤어질까요》 온유 《In the whale》 온유 《On the way》 김재환 《달팽이》                               |
| 4회      | 2023년 3월 9일   | 폴킴, 헨리(Henry Lau) | 크루즈, 싱가포르 | 폴킴 《돛단배》 헨리 《Just Be Me》 폴킴 & 헨리 《It's You》 폴킴 《Holiday》 헨리 《Moonlight》                  |
| 5회      | 2023년 12월 20일 | 백호, 빅원            | 여수             | 백호 《love burns》 빅원 《비밀번호486》 빅원 《바람이 나를 안을때》 백호 《엘리베이터》                          |
| 6회      | 2024년 1월 24일  | 브브걸 유정, 은지     | 미국 괌          | 은지 《아틀란티스 소녀》 유정 & 은지 《Lemonade》 유정 《좋아해》                                                 |
| 스패셜편 | 2022년 11월 13일 | 소녀시대 효연, 써니   | 카타르           | HYO(효연) 《Dj set1 (소원을 말해봐)》 HYO(효연) 《Dj set2》                                                       |